# Leucania cuneolata
Leucania cuneolata är en fjärilsart som beskrevs av Calora 1966. Leucania cuneolata ingår i släktet Leucania och familjen nattflyn. Inga underarter finns listade i Catalogue of Life.